# Безстояковий привибійний простір

Очисний комбайн у комплексно-механізованій лаві. Передній ряд стояків кріплення розташований ліворуч за робочими.

Безстояко́вий привибійни́й про́стір (рос.бесстоечное призабойное пространство, англ. usable space, working space, нім. unstempelend Vorortraum m, stempelfreier Abbauraum m) — при підземному видобутку корисних копалин — простір в очисній виробці, обмежений вибоєм та переднім рядом стояків кріплення.